# Klub mladih IDS-a
Klub mladih Istarskog demokratskog sabora (kratica: KM IDS-a i Klub mladih IDS-a) je politički podmladak Istarskog demokratskog sabora. 
Osnovan je 2003. godine. Nema status pravne osobe, no predstavlja interesni organizacijski oblik unutar IDS-a. Okuplja članove IDS-a od 18 do 30 godina. Predsjednica organizacije od 2023. godine je Valentina Orbanić. Statutom IDS-a predsjednik KM-a je ujedno i član predsjedništva IDS-a. 

## Politički profil
Klub mladih IDS-a je interesni organizacijski oblik IDS-a u koji se uključuju članovi IDS-a do 30 godina starosti. Zadaća Kluba mladih je detektiranje političkih problema mladih, njihovo artikuliranje u politički program te zalaganje za rješavanje njihovih problema. Pored toga, Klub mladih igra važnu ulogu u približavanju politike mladima i poticanju mladih na aktivnije sudjelovanje u društvenom životu. Klub mladih postoji od 2003. godine i njegova uloga neprestano raste, kako unutar stranke tako i u društveno-političkom životu Istre, a posredno i ostatka Hrvatske.
Političke i civilizacijske vrijednosti za koje se zalaže Klub mladih jesu: regionalizam i decentralizacija kroz autonomiju Istre, zaštita ljudskih i manjinskih prava, tolerancija i multietičnost, antifašizam, zaštita istarskog kulturnog identiteta, liberalizam.
Cilj Kluba mladih je Istra u kojoj mladi vide svoju budućnost, Istra kao regija koja pruža vrhunske uvjete za život i Istra kao jedna od vodećih europskih regija.

## Povijest
Klub mladih postao je inkubator mladih političara IDS-a. Klub mladih bavio se, primjerice pitanjima vezanima za Sveučilište u Puli i sa studiranjem u tom gradu, kampanjom protiv AIDS-a i slično, a iznjedrio je nekoliko značajnih političara u IDS-u:
•  Boris Miletić - gradonačelnik Pule i predsjednik IDS-a
•  Tedi Chiavalon - član predsjedništva IDS-a
•  Darko Lorencin - ministar turizma
•  Marin Grgeta - član predsjedništva IDS-a i županijski pročelnik
•  Vili Rosanda - član predsjedništva IDS-a i županijski vijećnik
•  Marin Lerotić - član predsjedništva IDS-a i saborski zastupnik

## Ustrojstvo organizacije
Ustrojstvo organizacije određeno je Pravilima o radu Kluba mladih IDS-a. Klub mladih IDS-a ustrojen je na hijerarhijskom načelu. Tijela su:
1. Sabor Kluba mladih
2. Savjet Kluba mladih
3. Predsjedništvo
4. Tajništvo
5. Zajednice podružnica
6. Podružnice

Sabor KM
Sabor KM-a je najviše tijelo KM-a. Sabor KM-a čine članovi Predsjedništva KM-a te fiducijari izabrani na skupštinama Podružnica KM-a. Broj fiducijara na Saboru KM-a određuje se prema broju članstva Podružnice na način da na 10 članova Podružnice dolazi 1 fiducijar, odnosno najmanje 2 fiducijara po Podružnici. Sabor KM-a redovito se održava svake godine, a prema potrebi i više puta.
Savjet KM
Sabor KM-a je najviše tijelo KM-a između dva Sabora. Čine ga predsjednik i dva potpredsjednika Savjeta, svi članovi Predsjedništva KM-a te svi predsjednici Zajednica podružnica i gradskih/općinskih podružnica KM-a. Sastaje se po potrebi, a barem jednom u tri mjeseca. Savjet KM ustanovljen je 2018.
Predsjedništvo KM-a
Predsjedništvo KM-a čine Predsjednik KM-a, tri Potpredsjednika KM-a, Glavni tajnik KM-a, predsjednik Savjeta KM-a, predsjednik Savjeta mladih Istarske županije (ako je iz redova članova IDS-a) te članovi Predsjedništva. Sjednice Predsjedništva KM-a sazivaju se po potrebi, a najmanje jednom svaka tri mjeseca. Sjednice Predsjedništva KM-a saziva i njima predsjedava predsjednik KM-a.
Glavni tajnik
Glavni tajnik je glavni operativac unutar Kluba mladih. On koordinira rad zajednica podružnica te gradskih i općinskih podružnica, zadužen je za unapređenje organizacijske strukture KM-a, odgovoran je za evidenciju članstva KM-a, obavlja materijalne i financijske poslove za KM. Glavni tajnik predlaže članove i rukovodi radom Tajništva KM-a. Podnosi izvješće o svome radu Saboru KM-a i Predsjedništvu KM-a.
Tajništvo KM-a
Tajništvo KM-a je izvršno i stručno-operativno tijelo KM
Tajništvo KM-a čine Glavni tajnik KM-a, međunarodni tajnik KM-a, te 3-5 članova koje na prijedlog Glavnog tajnika KM-a izabire Predsjedništvo KM-a. Tajništvo KM-a provodi zaključke Sabora KM-a i Predsjedništva KM-a. Sjednice Tajništva KM-a održavaju se po potrebi, a najmanje jednom svaka dva mjeseca. Sjednice Tajništva KM-a saziva i njima predsjedava Glavni tajnik KM-a.

## Dosadašnji predsjednici
2004. – 2006. - Boris Miletić
2006. – 2008. - Tedi Chiavalon
2008. – 2010. - Marin Grgeta
2010. – 2018. - Vili Rosanda
2018. – 2020. - Marin Lerotić
2020. - 2023. - Alen Gržinić
2023. - ... - Valentina Orbanić

## Članstvo u međunarodnim organizacijama
- Međunarodna organizacija liberalne i radikalne mladeži (IFLRY, International Federation of Liberal and Radical Youth)
- Europska liberalna mladež (LYMEC, European Liberal Youth)
- Inicijativa jugoistočnih europskih liberala (ISEEL, Initiative of South East European Liberals)

## Poveznice
- Istarski demokratski sabor

## Vanjske poveznice
- Arhivirana inačica izvorne stranice od 17. svibnja 2010. (Wayback Machine)
- Hrvatska informacijsko-dokumentacijska referalna agencija - Hidra  Arhivirana inačica izvorne stranice od 14. listopada 2005. (Wayback Machine)